# Gigun
Jigun (en francès Jegun) és un municipi francès situat al departament del Gers i a la regió d'Occitània.

## Demografia
| 1962                                       | 1968  | 1975 | 1982 | 1990 | 1999 | 2006  |
| ------------------------------------------ | ----- | ---- | ---- | ---- | ---- | ----- |
| 1.086                                      | 1.084 | 971  | 949  | 976  | 968  | 1.086 |
| Des de 1962: població sense dobles comptes |       |      |      |      |      |       |

## Administració
| Període | Identitat       | Partit |
| ------- | --------------- | ------ |
| 2008-   | Alain Descousse | PCF    |